# ティトゥス・ヘルミニウス・アクィリヌス
ティトゥス・ヘルミニウス・アクィリヌス（ラテン語: Titus Herminius Aquilinus、生年不詳 - 紀元前498年）は共和政ローマ初期の政治家・軍人。紀元前506年に執政官（コンスル）を務めた。しかし、彼が有名なのはクルシウム王ラルス・ポルセンナの攻撃からスブリキウス橋（en）を守りきったためである。

## 出自
ヘルミニウス氏族は共和政ローマ初期に活躍したパトリキ（貴族）系氏族である。ローマ人はヘルミニウス氏族をエトルリア系とみなしており、紀元前448年の執政官ラルス・ヘルミニウス・コリティネサヌスのようにエトルリア系のプラエノーメン（第一名、個人名）を用いた数少ないローマ氏族の一つである。しかしながら、スブリキウス橋の戦いでは、サビニ系を代表する人物とされている。

## クルシウムとの戦い

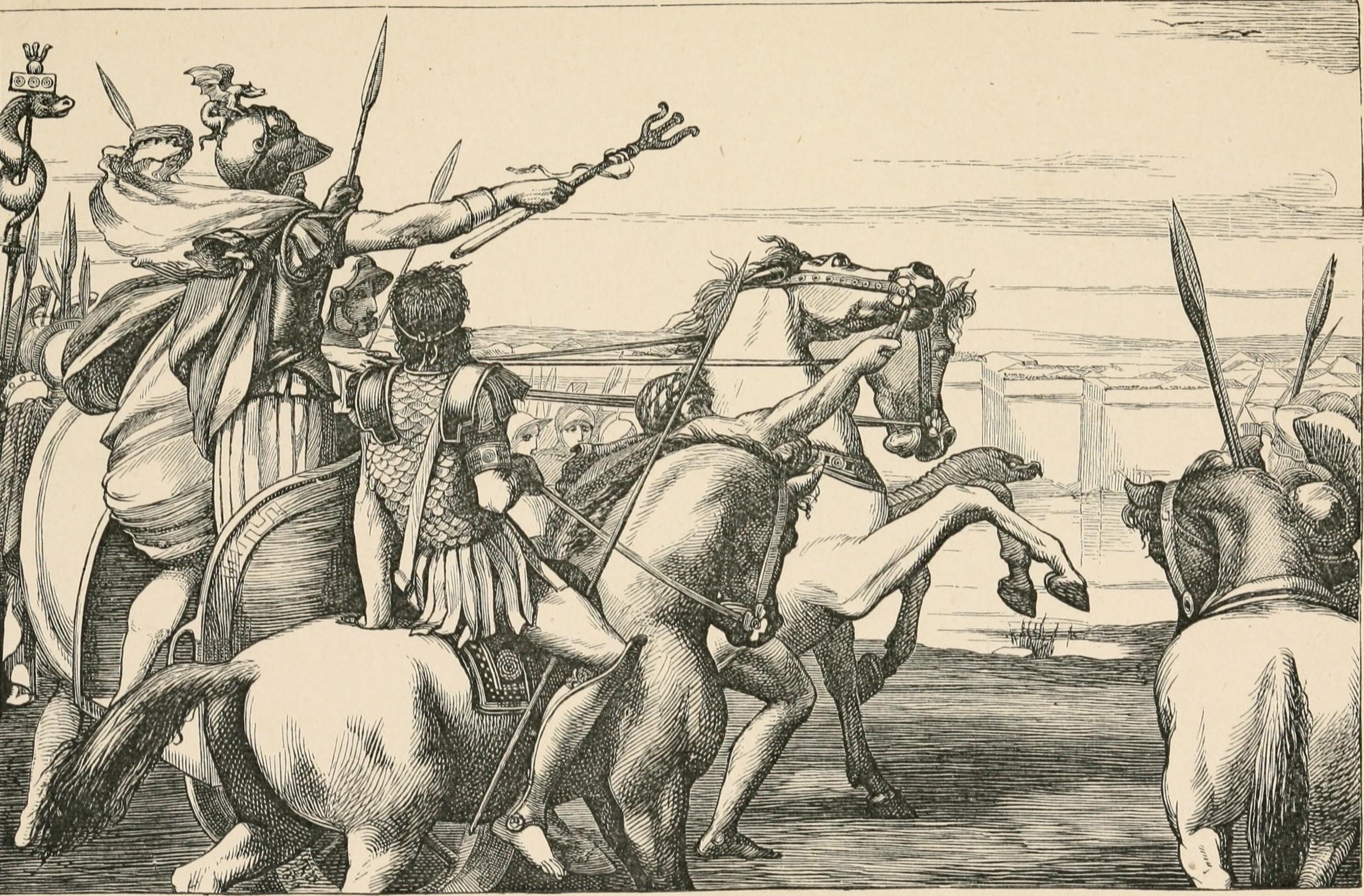
オクタウィウス・マミリウスを横に従え、スブリキウス橋の戦いに先立ちローマを偵察するラルス・ポルセンナ（戦車上）。この戦いでヘルミウスは永遠に語り継がれる栄誉を得、また後のレギッルス湖畔の戦いでマミリウスを倒すことになる。トーマス・マコーリーの『古代ローマ詩歌集』の挿絵（John Reinhard Weguelin画）

紀元前509年、第7代ローマ王タルクィニウス・スペルブスが追放されると、クルシウム王ラルス・ポルセンナはタルクィニウスを復位させるか、あるいは自身が王位につくことでローマを支配しようと考えた。翌紀元前508年、ポルセンナはローマに向けて兵を進めた。ポルセンナはヤニクルムの丘を含むティブル川西岸を占領した。続いてクルシウム軍は、ローマ市内につながる木製のスブリキウス橋（en）へと向かった。これを認めたローマ軍は川の東岸へ撤退し、工兵が橋を落とす作業を開始した。しかし、プブリウス・ホラティウス・コクレス（en）、スプリウス・ラルキウス・ルフスとヘルミニウの3人は西岸に踏みとどまりクルシウム軍と戦った。19世紀初頭の歴史家バルトホルト・ゲオルク・ニーブールはこの3人の象徴的な重要性を指摘している。3人は古代ローマを構成する3つのトリブスの代表者であった。即ち、ホラティウスはラテン人を代表し、ヘルミニウスはサビニ人を、ラルキウスはエトルリア人を代表した。
橋は非常に狭かったため、守備する3人と一度に戦えるのはせいぜい数人であった。伝説によると、3人は橋が破壊される寸前まで戦い、ホラティウスが最後まで残って他の二人を安全に撤退させた。橋が破壊されるのを見届けると、ホラティウスは川に飛び込んだ。その結末は諸説あり、多くの資料ではティブル川を泳ぎ渡ったとするが、ポリュビオスは川の中で死んだとする。
この後クルシウム軍はローマを包囲するが、ヘルミニウスとラルキウスは再び戦いの場に登場する。執政官プブリウス・ウァレリウス・プブリコラが仕掛けた、エトルリアの襲撃部隊を捕虜とするための一連の欺瞞機動に両者とも参加している。

## 執政官
紀元前506年、ヘルミニウスは共に橋を守ったスプリウス・ラルキウス・ルフスと共に執政官に就任した。執政官就任中に特に重要な事態は起こっていない。ニーブールはカピトリヌスのファスティ（執政官一覧）に1年の空白（おそらく、ポルセンナがローマを占領・支配した）を埋めるために後から挿入されたのではないかと考えている。彼らの後任執政官はポルセンナに使者を送り、タルクィニウスの復位を認めないという条件で講和を実現している。

## レギッルス湖畔の戦い

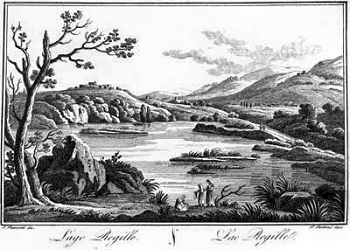
レギッルス湖

紀元前498年、ローマとラテン人の間に戦争が発生する（第一次ラティウム戦争）。王政ローマ末期、多くのラテン都市はローマと同盟を結んでおり、共和政になっても同盟を維持する都市もあったが、復位を狙うタルクィニウスを支援する都市もあった。ラテン同盟側はトゥスクルム（en）の王子でタルクィニウスの義理の息子であるオクタウィウス・マミリウス（en:Octavius Mamilius）が軍の司令官となった。これに対処するため、ローマはアウルス・ポストゥミウス・アルブス・レギッレンシスを独裁官（ディクタトル）に任じ、ティトゥス・アエブティウス・ヘルウァが騎兵長官（マギステル・エクィトゥム）となった。ヘルミウスもローマ軍の将軍として出征し、両軍はレギッルス湖近くで激突した。
戦いの中で、アエブティウスは馬上からマミリウスを認めた。両者は怒りをもって戦い、両者とも重傷を負った。アエブティウスは戦場から離脱して後方から騎兵を指揮せざるを得なくなった。他方マニリウスも一旦は後退したが、亡命ローマ人で編成された部隊がポストミウスに突破されようとするのを見て、これを救うために戦場に戻った。これをヘルミニウスが見つけた。
ヘルミニウスは突進したが、ティトゥス・リウィウスによればその怒りはアエブティウスのそれよりもはるかに激しいものであった。ヘルミニウスはマニリウスを腹部への一撃で討ち取った。続いてマニリウスの甲冑を剥ぎ取ろうとしたが、そのとき投槍を受け瀕死の重傷を負った。ヘルミニウスは後方に運ばれて治療を受けたものの、傷が元で死亡した。

## 文学
紀元前508年のスブリキウス橋でのポルセンナに対するヘルミニウスとその仲間の活躍は、トーマス・マコーリーの『古代ローマ詩歌集』でも讃えられている。

## 参考資料
- ティトゥス・リウィウス『ローマ建国史』
- ハリカルナッソスのディオニュシオス『ローマ古代誌』
- バルトホルト・ゲオルク・ニーブール History of Rome
- ウァレリウス・マクシムス,　De Praenominibus
- ウァレリウス・マクシムス, Factorum ac Dictorum Memorabilium libri IX
- ポリュビオス『歴史』
- プルタルコス『対比列伝』
- トーマス・マコーリー『古代ローマ詩歌集』
- この記事には現在パブリックドメインである次の出版物からのテキストが含まれている: Smith, William, ed. (1870). "Spurius Lartius". Dictionary of Greek and Roman Biography and Mythology (英語).